# شغل (فیلم ۲۰۰۹)
«شغل» (انگلیسی: The Job (2009 film)) فیلمی در ژانر کمدی-درام است که در سال ۲۰۰۹ منتشر شد. از بازیگران آن می‌توان به تارین منینگ، ران پرلمن، و جو پانتولیانو اشاره کرد.